# 18-та окрема дальня розвідувальна авіаційна ескадрилья (Україна)
18-та окрема гвардійська дальня розвідувальна Брестська авіаційна ескадрилья (18 одрае) — військове формування Повітряних сил України, яке існувало у 1992—1999 роках.
У 1996 році полк було реорганізовано на ескадрилью зі зміною номера.
У 1999 році ескадрилью було передано Міністерству надзвичайних ситуацій, і була згодом реорганізована як Спеціальний авіаційний загін ДСНС.

## Історія
Після розпаду СРСР у 1992 році 199-й окремий гвардійський дальній розвідувальний авіаційний полк ВПС СРСР увійшов до складу Збройних сил України. Полк мав літаки-розвідники Ту-22РД та навчальні літаки Ту-22УД. Усі ці літаки знаходились у досить зношеному стані і у міру випрацювання ресурсу списувались і передавались на утилізацію. 
25 травня 1995 року, Ту-22Р у складі: командира підполковника Е.С.Колупанова, штурмана - старшого штурмана полку підполковника Б.Г.Насрутдінова, повітряного оператора - майора А.Ф.Ковалев, виконував завдання. Після виконання завдання над нейтральними водами Чорного моря на їх літаку відмовив двигун. За розрахунками штурмана долетіти до Ніжина не вдавалося, і льотчик майстерно посадив несправну машину на запасному аеродромі під Одесою.
Деякі машини цього полку літали ще у 1996 році, виконуючи поряд із завданнями з бойової підготовки, і деякі господарські завдання — аерофотозйомку для картографування, геодезії і землеустрою, моніторинг районів стихійних лих.
30 грудня 1996 року 199-й полк був реорганізований на 18-ту окрему дальню розвідувальну авіаційну ескадрилью. У бойовому складі Ан-З0Б — 6 од., Ту-22Р — 3 од., Ту-22У — 1 од.
На початку 1997 року, під час візиту кораблів ВМС США в Україну, Ту-22Р здійснювали патрулювання над Чорним морем.
У липні 1998 року на авіабазі Ніжин відбувся останній виліт літаків типу Ту-22.
22 лютого 1999 року постановою № 242 Верховної Ради 18 одрае передана до складу Міністерства з надзвичайних ситуацій і перейменована в 300 спеціальний авіаційний загін МНС.

## Оснащення
На 1991 рік:
- 30 од. Ту-22РД та Ту-22УД[2]

## Командування
- (1991) підполковник Шаповалов В. П.[4][неавторитетне джерело]